# Piaseczno (gmina)
Pour les articles homonymes, voir Piaseczno (homonymie).
Piaseczno est une gmina urbaine-rurale (gmina miejsko-wiejska) ou mixte de la powiat de Piaseczno, dans la Voïvodie de Mazovie, dans le centre-est de la Pologne.
Son siège administratif (chef-lieu) est la ville de Piaseczno qui se situe environ 17 kilomètres au sud de Varsovie (capitale de la Pologne).
La gmina couvre une superficie de 128,22 km2 pour une population de 83 792 habitants en 2018.

## Histoire
De 1975 à 1998, la gmina est attachée administrativement à la voïvodie de Varsovie.

Depuis 1999, elle fait partie de la voïvodie de Mazovie.

## Géographie
Outre la ville de Piaseczno, la gmina inclut les villages et localités de :

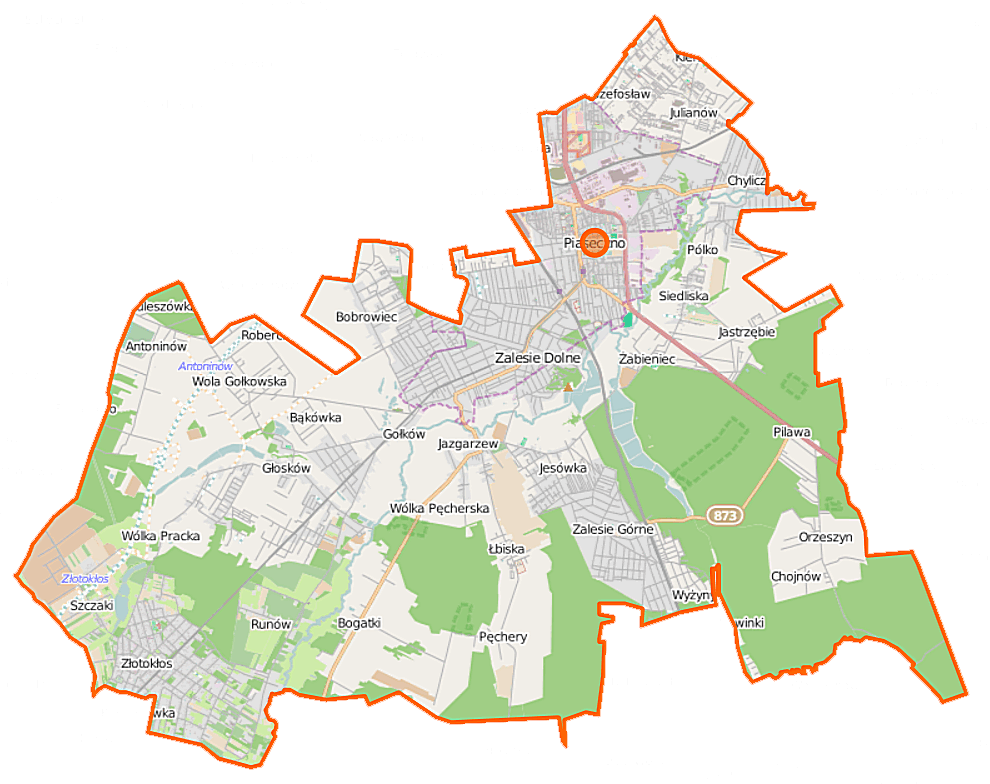
Plan de la gmina

- Antoninów
- Bąkówka
- Baszkówka
- Bobrowiec
- Bogatki
- Chojnów
- Chylice
- Chyliczki
- Głosków
- Głosków-Letnisko
- Gołków
- Grochowa
- Henryków-Urocze
- Jastrzębie
- Jazgarzew
- Jesówka
- Józefosław
- Julianów
- Kamionka
- Kuleszówka
- Łbiska
- Mieszkowo
- Nowinki
- Orzeszyn
- Pęchery
- Pęchery-Łbiska
- Pilawa
- Pólko
- Robercin
- Runów
- Runów-Osada
- Siedliska
- Szczaki
- Wola Gołkowska
- Wólka Kozodawska
- Wólka Pęcherska
- Wólka Pracka
- Żabieniec
- Zalesie Górne
- Złotokłos

### Gminy voisines
La gmina de Piaseczno est voisine :
- de la ville de Varsovie
- et des gminy suivantes :
  - Góra Kalwaria
  - Konstancin-Jeziorna
  - Lesznowola
  - Prażmów
  - Tarczyn

## Structure du terrain
D'après les données de 2005, la superficie de la commune de Piaseczno est de 128,22 km2, répartis comme tel :
- terres agricoles : 56%
- forêts : 26%

La commune représente 25,3% de la superficie du powiat.

## Démographie
Données du 30 juin 2004 :
| Description        | Total  | Total | Femmes | Femmes | Hommes | Hommes |
| ------------------ | ------ | ----- | ------ | ------ | ------ | ------ |
| Unité              | Nombre | %     | Nombre | %      | Nombre | %      |
| Population         | 59 435 | 100   | 30 988 | 52,1   | 28 447 | 47,9   |
| Densité (hab./km²) | 463,5  | 463,5 | 241,7  | 241,7  | 221,9  | 221,9  |